# 1079 Mimosa
1079 Mimosa eller 1927 AD är en asteroid i huvudbältet, som upptäcktes 14 januari 1927 av den belgisk-amerikanske astronomen George Van Biesbroeck vid Williams Bay. Den har fått sitt namn efter det vetenskapliga namnet på Sensitivasläktet.
Asteroiden har en diameter på ungefär 20 kilometer och den tillhör asteroidgruppen Koronis.